# تولوی (جمهوری آلتای)
تولوی (به لاتین: Tuloy) یک منطقهٔ مسکونی در روسیه است که در جمهوری آلتای واقع شده‌است.